# Ashot Nadanian
Ashot Nadanian (às vezes transliterado como Nadanyan; armênio: Աշոտ Նադանյան; nascido em 19 de setembro de 1972) é um mestre internacional de xadrez armênio (1997), teórico de xadrez e treinador de xadrez.
Suas maiores realizações foram na teoria de abertura e coaching. Duas variações de abertura são nomeadas em sua homenagem: a Variação Nadaniana na Defesa Grünfeld e o Ataque Nadaniano na Abertura do Peão da Dama. Começou a treinar aos 22 anos e formou três grandes mestres. Ele treinou as seleções nacionais do Kuwait e Cingapura e foi premiado com os títulos de Treinador Homenageado da Armênia em 1998 e Treinador Sênior da FIDE em 2017. 
Embora um jogador forte que competiu na Olimpíada de Xadrez de 1996 e não conseguiu se classificar para o Campeonato Mundial de Xadrez da FIDE de 1999, ele nunca atingiu seu potencial. De acordo com Valery Chekhov, Nadanian "possui um enorme potencial no xadrez, mas não conseguiu encontrar tempo suficiente para trabalhar profissionalmente em seu xadrez". Levon Aronian disse que devido à situação na Armênia, Nadanian "não foi capaz de exibir nem um décimo de seu talento como jogador."
Devido ao seu estilo de ataque imaginativo, Nadanian foi descrito como um "artista de xadrez", um "excêntrico brilhante", o "Tal Armênio" e "meio-irmão de Kasparov". O sexto capítulo do livro de 2009 de Tibor Karolyi, Genius in the Background, é dedicado a Nadanian. 